# Strobilanthes apricus
Strobilanthes apricus är en akantusväxtart som först beskrevs av Henry Fletcher Hance och som fick sitt nu gällande namn av Thomas Anderson och George Bentham.
Strobilanthes apricus ingår i släktet Strobilanthes och familjen akantusväxter. Utöver nominatformen finns också underarten Strobilanthes apricusa glaber.